# Lukas Hinterseer
Lukas Hinterseer (Kitzbühel, 28 maart 1991) is een Oostenrijks voetballer die doorgaans speelt als spits. In juli 2024 verruilde hij Hansa Rostock voor WSG Tirol. Hinterseer maakte in 2013 zijn debuut in het Oostenrijks voetbalelftal.

## Clubcarrière
Hinterseer speelde in de jeugdopleidingen van FC Kitzbühel en AKA Tirol, alvorens hij in 2008 op zeventienjarige leeftijd overstapte naar Wacker Innsbruck. Hij debuteerde voor die club op 14 juli 2009, toen er met 2–1 gewonnen werd van het tweede elftal van Red Bull Salzburg. Zijn eerste doelpunt maakte hij op 20 maart 2010 tijdens een met 0–3 gewonnen uitduel bij FC Dornbirn. In 2012 werd de Oostenrijkse spits tweemaal kort verhuurd, namelijk aan FC Lustenau 07 en First Vienna. Na zijn terugkeer kreeg Hinterseer steeds meer speeltijd. Tijdens het seizoen 2013/14 wist Hinterseer dertien doelpunten te maken. Ondanks zijn treffers eindigde Wacker Innsbruck onderaan en degradeerde het rechtstreeks.
Hierop tekende hij voor drie jaar bij FC Ingolstadt 04. Op 17 mei 2015 werd hij met Ingolstadt kampioen van de 2. Bundesliga werd. Hij werd op zaterdag 15 augustus 2015 de maker van het eerste doelpunt van Ingolstadt in de Bundesliga ooit. Tijdens de eerste speelronde van het seizoen 2015/16 zette Hinterseer zijn ploeg uit bij Mainz 05 in de zesenzestigste minuut op een 0–1 voorsprong. Dit bleek een half uur later ook het enige doelpunt van de wedstrijd. In de zomer van 2017 maakte Hinterseer transfervrij de overstap naar VfL Bochum, waar hij zijn handtekening zette onder een verbintenis voor de duur van twee seizoenen. Na afloop van zijn contract verkaste hij naar Hamburger SV, spelend in de 2. Bundesliga. In januari 2021 vertrok Hinterseer naar Zuid-Korea, om voor Ulsan Hyundai te gaan spelen. Een halfjaar later keerde hij terug in Duitsland, bij Hannover 96. Medio 2022 verkaste de aanvaller naar Hansa Rostock. Medio 2024 keerde Hinterseer terug naar Oostenrijk, waar hij voor WSG Tirol ging spelen.

## Clubstatistieken
| Seizoen | Club             | Competitie    | Competitie | Competitie | Beker | Beker | Internationaal | Internationaal | Totaal | Totaal |
| Seizoen | Club             | Competitie    | Wed.       | Dlp.       | Wed.  | Dlp.  | Wed.           | Dlp.           | Wed.   | Dlp.   |
| ------- | ---------------- | ------------- | ---------- | ---------- | ----- | ----- | -------------- | -------------- | ------ | ------ |
| 2009/10 | Wacker Innsbruck | Erste Liga    | 7          | 2          | 0     | 0     | —              | —              | 7      | 2      |
| 2010/11 | Wacker Innsbruck | Bundesliga    | 3          | 0          | 0     | 0     | —              | —              | 3      | 0      |
| 2011/12 | Wacker Innsbruck | Bundesliga    | 2          | 0          | 1     | 2     | —              | —              | 3      | 2      |
| 2011/12 | → FC Lustenau 07 | Erste Liga    | 15         | 3          | 0     | 0     | —              | —              | 15     | 3      |
| 2012/13 | → First Vienna   | Erste Liga    | 18         | 2          | 1     | 0     | —              | —              | 19     | 2      |
| 2012/13 | Wacker Innsbruck | Bundesliga    | 13         | 3          | 0     | 0     | —              | —              | 13     | 3      |
| 2013/14 | Wacker Innsbruck | Bundesliga    | 34         | 13         | 2     | 0     | —              | —              | 36     | 13     |
| 2014/15 | FC Ingolstadt 04 | 2. Bundesliga | 32         | 9          | 1     | 0     | —              | —              | 33     | 9      |
| 2015/16 | FC Ingolstadt 04 | Bundesliga    | 28         | 6          | 1     | 0     | —              | —              | 29     | 6      |
| 2016/17 | FC Ingolstadt 04 | Bundesliga    | 28         | 3          | 1     | 0     | —              | —              | 29     | 3      |
| 2017/18 | VfL Bochum       | 2. Bundesliga | 31         | 14         | 2     | 3     | —              | —              | 33     | 17     |
| 2018/19 | VfL Bochum       | 2. Bundesliga | 31         | 18         | 1     | 0     | —              | —              | 32     | 18     |
| 2019/20 | Hamburger SV     | 2. Bundesliga | 29         | 9          | 2     | 1     | —              | —              | 31     | 10     |
| 2020/21 | Hamburger SV     | 2. Bundesliga | 4          | 0          | 1     | 0     | —              | —              | 5      | 0      |
| 2021    | Ulsan Hyundai    | K League 1    | 20         | 6          | 0     | 0     | —              | —              | 20     | 6      |
| 2021/22 | Hannover 96      | 2. Bundesliga | 16         | 0          | 1     | 0     | 8              | 3              | 25     | 3      |
| 2022/23 | Hansa Rostock    | 2. Bundesliga | 22         | 2          | 1     | 0     | —              | —              | 23     | 2      |
| 2023/24 | Hansa Rostock    | 2. Bundesliga | 7          | 0          | 1     | 0     | —              | —              | 8      | 0      |
| 2024/25 | WSG Tirol        | Bundesliga    | 0          | 0          | 0     | 0     | —              | —              | 0      | 0      |
| Totaal  | Totaal           | Totaal        | 341        | 90         | 16    | 6     | 8              | 3              | 365    | 99     |

Bijgewerkt op 12 juli 2024.

## Interlandcarrière
Hinterseer maakte zijn debuut in het Oostenrijks voetbalelftal op 19 november 2013. Op die dag werd een vriendschappelijke wedstrijd tegen de Verenigde Staten met 1–0 gewonnen. De aanvaller begon in het basiselftal en werd vijf minuten voor het einde van de wedstrijd gewisseld voor mededebutant Philipp Zulechner. De andere debutanten in dit duel waren Martin Hinteregger (Red Bull Salzburg) en Kevin Wimmer (1. FC Köln). Met Oostenrijk nam Hinterseer in juni 2016 deel aan het Europees kampioenschap voetbal 2016 in Frankrijk. Oostenrijk werd uitgeschakeld in de groepsfase na nederlagen tegen Hongarije (0–2) en IJsland (1–2) en een gelijkspel tegen Portugal (0–0). Hinterseer kwam alleen tegen de Portugezen in actie.
| Interlands van Lukas Hinterseer voor Oostenrijk | Interlands van Lukas Hinterseer voor Oostenrijk | Interlands van Lukas Hinterseer voor Oostenrijk | Interlands van Lukas Hinterseer voor Oostenrijk | Interlands van Lukas Hinterseer voor Oostenrijk | Interlands van Lukas Hinterseer voor Oostenrijk |
| №                                               | Datum                                           | Wedstrijd                                       | Uitslag                                         | Competitie                                      | Goals                                           |
| Als speler bij Wacker Innsbruck                 | Als speler bij Wacker Innsbruck                 | Als speler bij Wacker Innsbruck                 | Als speler bij Wacker Innsbruck                 | Als speler bij Wacker Innsbruck                 | Als speler bij Wacker Innsbruck                 |
| ----------------------------------------------- | ----------------------------------------------- | ----------------------------------------------- | ----------------------------------------------- | ----------------------------------------------- | ----------------------------------------------- |
| 1                                               | 19 november 2013                                | Oostenrijk – Verenigde Staten                   | 1 – 0                                           | Vriendschappelijk                               |                                                 |
| 2                                               | 5 maart 2014                                    | Oostenrijk – Uruguay                            | 1 – 1                                           | Vriendschappelijk                               |                                                 |
| 3                                               | 30 mei 2014                                     | Oostenrijk – IJsland                            | 1 – 1                                           | Vriendschappelijk                               |                                                 |
| Als speler bij FC Ingolstadt 04                 |                                                 |                                                 |                                                 |                                                 |                                                 |
| 4                                               | 12 oktober 2014                                 | Oostenrijk – Montenegro                         | 1 – 0                                           | EK 2016 kwalificatie                            |                                                 |
| 5                                               | 27 maart 2015                                   | Liechtenstein – Oostenrijk                      | 0 – 5                                           | EK 2016 kwalificatie                            |                                                 |
| 6                                               | 31 maart 2015                                   | Oostenrijk – Bosnië en Herzegovina              | 1 – 1                                           | Vriendschappelijk                               |                                                 |
| 7                                               | 17 november 2015                                | Oostenrijk – Zwitserland                        | 1 – 2                                           | Vriendschappelijk                               |                                                 |
| 8                                               | 29 maart 2016                                   | Oostenrijk – Turkije                            | 1 – 2                                           | Vriendschappelijk                               |                                                 |
| 9                                               | 31 mei 2016                                     | Oostenrijk – Malta                              | 2 – 1                                           | Vriendschappelijk                               |                                                 |
| 10                                              | 4 juni 2016                                     | Oostenrijk – Nederland                          | 0 – 2                                           | Vriendschappelijk                               |                                                 |
| 11                                              | 18 juni 2016                                    | Portugal – Oostenrijk                           | 0 – 0                                           | EK 2016                                         |                                                 |
| 12                                              | 15 november 2016                                | Oostenrijk – Slowakije                          | 0 – 0                                           | Vriendschappelijk                               |                                                 |
| Als speler bij Hamburger SV                     |                                                 |                                                 |                                                 |                                                 |                                                 |
| 13                                              | 19 november 2019                                | Letland – Oostenrijk                            | 1 – 0                                           | EK 2020 kwalificatie                            |                                                 |

Bijgewerkt op 12 juli 2024.

## Erelijst
| Competitie       |                  |                  |                  |                  |
| Competitie       | Aantal           | Jaren            |                  |                  |
| Wacker Innsbruck | Wacker Innsbruck | Wacker Innsbruck | Wacker Innsbruck | Wacker Innsbruck |
| ---------------- | ---------------- | ---------------- | ---------------- | ---------------- |
| Erste Liga       | 1                | 2009/10          |                  |                  |
| FC Ingolstadt 04 |                  |                  |                  |                  |
| 2. Bundesliga    | 1                | 2014/15          |                  |                  |